# Kościół św. Jerzego w Szalejowie Górnym
Kościół  św. Jerzego w Szalejowie Górnym – zabytkowy kościół we wsi Szalejów Górny.
Kościół parafialny wybudowany w  drugiej połowie XIV w., przebudowany w 1765.
Świątynia jest częścią zespołu kościelnego, w skład którego wchodzą jeszcze:
- dzwonnica z 1683
- mur obronny cmentarza z pierwszej połowy XV w.
- kaplica z  XVIII/XIX w.
- budynek bramny z XV w.[1]